# Stepan Wenhrynowycz
Stepan Omelan Wenhrynowycz, ukr. Степан Омелян Βенгринович, pol. Stefan Emilian Wenhrynowicz (ur. 7 kwietnia 1897 w Chyrzynce, zm. 19 czerwca 1954 w Dżonce, ZSRR) – duchowny greckokatolicki, ukraiński działacz społeczny w Sanoku.

## Życiorys
Syn greckokatolickiego duchownego ks. Włodzimierza Wenhrynowycza i Sofii z domu Szafrańskiej. Uczył się w gimnazjum w Przemyślu oraz w Wiedniu. W 1915 wstąpił do Greckokatolickiego Seminarium Duchownego we Lwowie, lecz przerwał naukę w 1918. Służył w UHA, po zakończeniu działań wojennych krótko internowany przez władze polskie. Po zwolnieniu powrócił do nauki w seminarium (w Przemyślu). W latach 1920–1921 nauczyciel w gimnazjum w Drohobyczu. Wyświęcony na diakona 9 października 1921, zaś na kapłana 16 października 1921 przez bp. Jozafata Kocyłowskiego. Żonaty z Zofią Marią z d. Pańkowska, z którą miał dwóch synów: Oriona-Stanymira i Tyrsusa-Wsewołoda.
Po święceniach katecheta i nauczyciel w gimnazjum w Drohobyczu (1921-1927), a następnie katecheta w Sanoku (1927-1946); w tamtejszych szkołach: Prywatnym Koedukacyjnym Gimnazjum Kupieckim Związku Nauczycielstwa Polskiego w Miejskim Prywatnym Seminarium Nauczycielskim Żeńskim, od 16 stycznia 1933 do 1 kwietnia 1933 w Państwowym Gimnazjum Męskim, także w roku szkolnym 1934/1935.
Aktywny działacz społeczny oraz jeden z animatorów ukraińskiego życia narodowego. M.in. jeden ze współzałożycieli Muzeum Łemkiwszczyna w Sanoku (w latach 1928-1939 zastępca dyrektora); współpracował razem z etnograf i Iryną Dobrianską, artystą i dyrektorem muzeum Leonem Getzem. Członek kierownictwa towarzystwa „Narodnyj dim” w Sanoku (później jego przewodniczący), członek towarzystwa „Ridna Szkoła”. W latach 30. kierował czytelnią organizacji „Proswita” w Sanoku. Przed 1939 pracował w Szkole Handlowej w Sanoku. 
Od czerwca 1942 członek konsystorza Apostolskiej Administracji Łemkowszczyny, od 1943 r. sędzia prosynodalny, od 20 marca 1945 członek kapituły AAŁ. W czasie II wojny światowej włączył się w prace Ukraińskiej Rady Narodowej w Sanoku. Organizator inspektor ds. szkół ukraińskich w powiecie sanockim. Aresztowany przez gestapo 14 września 1941, do połowy października 1941 przetrzymywany był w areszcie śledczym w Sanoku.  Jako jeden z wielu zgłosił swój akces jako kapelan do 14 Dywizji Grenadierów SS.
W styczniu 1946 wysiedlony do Sambora w Ukraińskiej SRR. Odmówił przejścia do Rosyjskiego Kościoła Prawosławnego. W latach 1946–1950 pracował jako stróż w muzeum w Samborze, równocześnie pełnił posługę jako kapłan podziemnego Kościoła greckokatolickiego. Aresztowany 27 marca 1950 i wkrótce potem skazany na zesłanie. Deportowany do miejscowości Dżonka w Kraju Chabarowskim. Pracował jako cieśla i był podziemnym duszpasterzem zesłańców grekokatolików. Zmarł na atak serca, pochowany został w Dżonce. W 1955 decyzja o zesłaniu rodziny Wenhrynowyczów została uchylona, gdyż „podjęto ją bez jakichkolwiek dowodów”.
W 1989 opublikowano pamiętniki ks. Wenhrynowycza Добровільно (Dobrowolnie).